# رشیده علی
رشیده علی (زاده ۲۷ ژانویهٔ ۱۹۸۴) یک بازیگر و مدل آمریکایی است که بیشتر با نام هنری راه علی شناخته می‌شود. رشیده در عرصهٔ بازیگری بخاطر نقش آفرینی در سریال عشق و هیپ‌هاپ:نیویورک به شهرت رسید.